# Kyselina acetylsalicylová
Kyselina acetylsalicylová (lat. acidum acetylsalicylicum) je aromatická karboxylová kyselina, derivát kyseliny salicylové. Za normální teploty je to bílá krystalická látka, mírně rozpustná ve vodě na slabě kyselý roztok. Používá se k léčbě bolesti (analgetikum), proti horečce (antipyretikum) a potlačuje zánět (antiflogistikum). Byla první látkou z takzvaných nesteroidních antiflogistik. Snižuje agregaci (shlukování) krevních destiček, čehož se rovněž využívá k léčbě (antiagregans). Je nejstarším synteticky připraveným léčivem, běžně používaným např. pod obchodními názvy Aspirin, Acylpyrin, Anopyrin aj.

## Příprava a výroba
V minulosti se získávala z vrbové kůry, kde je obsažena (poprvé roku 1832).
Kyselina acetylsalicylová se připravuje dvoustupňovou syntézou z běžně dostupného fenolu. V prvním stupni se Kolbeho-Schmittovou reakcí fenolu s oxidem uhličitým za vysokého tlaku a za přítomnosti nadbytku hydroxidu sodného připraví disodná sůl kyseliny salicylové, z níž se volná kyselina uvolní působením kyseliny sírové:
Zahříváním kyseliny salicylové s acetanhydridem za přítomnosti kyseliny fosforečné jako kyselého katalyzátoru se esterifikuje fenolický hydroxyl, čímž vzniká kyselina acetylsalicylová:

## Vlastnosti

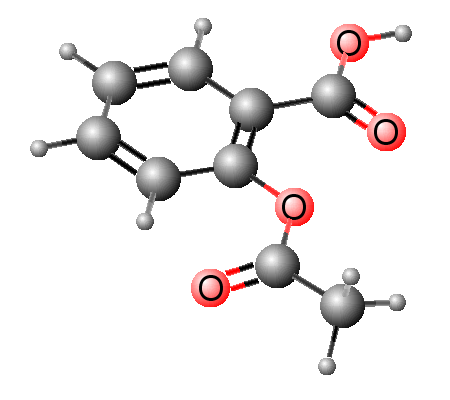
Prostorový model molekuly kys. acetylsalicylové

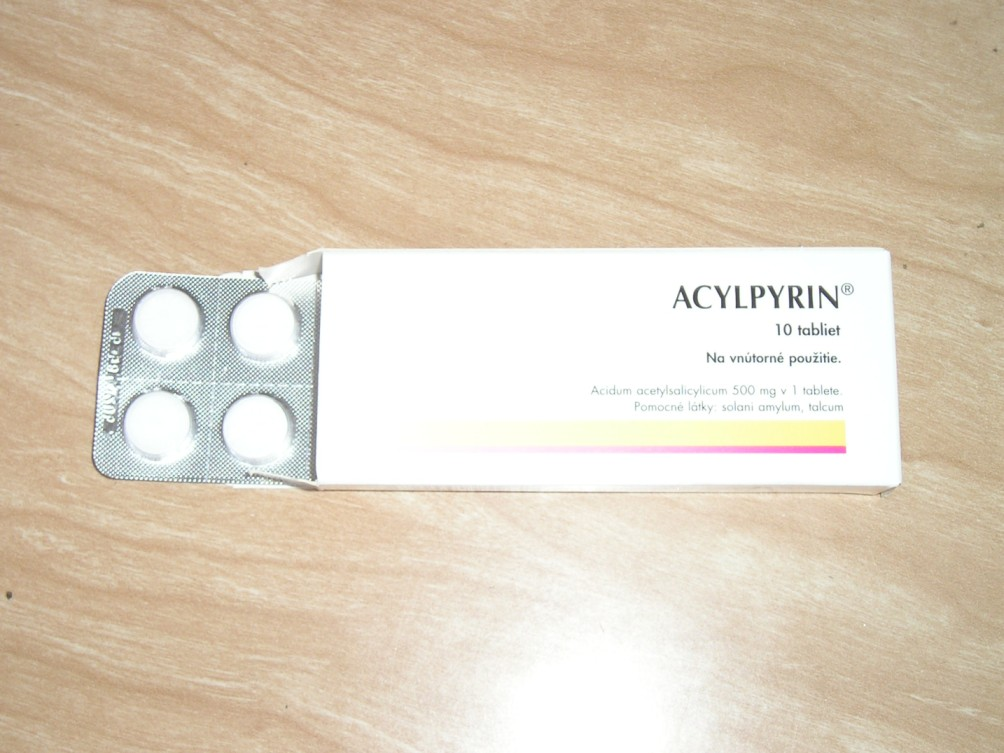
Balení Acylpyrinu (2006)

Díky přítomnosti karboxylové skupiny v molekule působí kyselina acetylsalicylová jako středně silná kyselina. Ve vodném roztoku, ale i působením vzdušné vlhkosti se hydrolyzuje. Při tomto procesu se odštěpuje acetylová skupina, čímž vzniká kyselina octová a kyselina salicylová.
Hydrolýza probíhá v kyselém prostředí. Vzhledem ke kyselé povaze samotné sloučeniny se v tomto případě jedná o autokatalýzu. Proto jsou dlouho skladované přípravky obsahující kyselinu acetylsalicylovou cítit po kyselině octové.
Tato reakce probíhá i v lidském žaludku. Vzhledem k tomu dochází při užívání většího množství léčiv obsahujících kyselinu acetylsalicylovou k mírnému překyselení žaludku. Proto se do některých léčivých přípravků (např. Anopyrin) přidávají pufrující látky (zejména aminokyselina glycin nebo uhličitan vápenatý), které kyselost žaludečních šťáv upravují.

## Použití

### Indikace
Kyselina acetylsalicylová se používá samostatně nebo v kombinacích jako analgetikum, antipyretikum a antiflogistikum, tedy při horečnatých stavech, zánětech, lehčích revmatických problémech, při bolestech hlavy, svalů, kloubů apod. Protisrážlivého účinku se využívá při ischemické chorobě ke snížení rizika vzniku infarktu myokardu. Používá se i při akutním infarktu myokardu.
Podle výsledků některých studií může mít dlouhodobé podávání i řadu dalších efektů, může protektivně působit např. v prevenci demence nebo karcinomu tlustého střeva. Jde však o závěry zatížené značnou nejistotou, a proto nelze tato zjištění pokládat za dostatečně silná pro doporučení paušálního užívání. Ukazuje se, že pak je ale těžší kolorektální karcinom léčit.

### Nežádoucí účinky
Kyselina dráždí trávicí trakt a může tak způsobit nebo zhoršit žaludeční vředy a krvácení do žaludku. Vzhledem ke svému vlivu na krevní destičky může zpomalit srážení krve nebo vyvolat silnější menstruační krvácení u žen. Krvácivost však způsobuje všeobecně. Při dlouhodobém užívání, často společně s jinými léky proti bolesti, může vést k chronické nefritidě a následnému selhání ledvin. Může vyvolat astmatický záchvat.
Při vyšších dávkách může způsobit závratě, zvonění v uších, poruchy sluchu nebo bolesti hlavy a pocení.
Při dlouhodobém užívání zvyšuje aktivitu jaterních enzymů.
U dětí může způsobit vzácný, ale smrticí Reyův syndrom.
U některých lidí vyvolává alergické reakce.

### Kontraindikace
Užívání kyseliny acetylsalicylové se nedoporučuje při známé přecitlivělosti na salicyláty, při chorobné krvácivosti, při chirurgických zákrocích spojených s větším krvácením, při vředové nemoci žaludku, při průduškovém astmatu a v posledních třech měsících těhotenství. Vzhledem k riziku Reyova syndromu se nedoporučuje podávání dětem do 15 let.
V průběhu gravidity se kyselina acetylsalicylová nesmí podávat ani dlouhodobě, ani ve vysokých dávkách! Po 36. týdnu jsou kontraindikovány i malé dávky. Může posunout termín porodu inhibicí porodních kontrakcí, způsobuje předčasné uzavření ductus arteriosus Botalli, u novorozenců může vzniknout intrakraniální krvácení a mateřské krevní ztráty mohou být zvýšeny. Podle epidemiologických výsledků dlouhodobé podávání k. acetylsalicylové těhotným ženám zvyšuje perinatální mortalitu.
Pro kočky a psy je toxická, proto se pro jejich léčbu doporučuje užívat jen výjimečně a pod stálou kontrolou veterináře.

### Interakce
Kyselina acetylsalicylová zesiluje účinek látek snižujících srážlivost krve (např. warfarin), při souběžné hormonální léčbě zvyšuje riziko krvácení ze zažívacího traktu, zvyšuje účinek i nežádoucí účinky jiných léků používaných při léčbě revmatických onemocnění. Dále zesiluje účinek léků používaných při léčbě cukrovky a zesiluje nežádoucí účinky methotrexátu a sulfonamidů. Naopak snižuje účinek léků působících na močový systém.

### Dávkování
Proti horečce, bolesti a zánětu se u dospělých užívá podle potřeby jednotlivá dávka 500–1000 mg až 4krát denně. Při prevenci infarktu myokardu se užívá dlouhodobě 100–200 mg denně.
Maximální denní dávka kyseliny acetylsalicylové pro dospělého člověka je 4 g.

### Předávkování
Předávkování kyselinou acetylsalicylovou může vést až ke smrti. Příznakem otravy může být pískání v uších, bolesti břicha, hypokalemie (snížená koncentrace draslíku v krvi), hypoglykemie (snížená hladina glukózy v krvi), zrychlené dýchání, nepravidelný tep, snížené svalové napětí, halucinace, zmatenost, křeče, selhání ledvin, kóma a smrt.
Předávkování může být akutní nebo chronické. Akutní předávkování způsobuje smrt ve 2 % případů. Chronické předávkování je smrtelné ve 25 % případů.
Nejčastější příčinou smrti při předávkování je otok (edém) plic.
Udává se nejnižší smrtelná dávka při podání ústy u dětí LDLo = 104 mg/kg, u dospělých lidí LDLo = 294 mg/kg. V laboratorních zvířat byly zjištěny smrtné dávky při podání v potravě u myši LD50 = 250 mg/kg, u krysy LD50 = 200 mg/kg, při podání intraperitoneálně u myši LD50 = 167 mg/kg, u krysy 340 mg/kg.

## Mechanismus účinku
Podstata funkce kyseliny acetylsalicylové nebyla dlouho známa. Teprve v roce 1971 anglický lékař John Robert Vane zjistil, že tato látka nevratně inhibuje enzym cyklooxygenázu (COX), který je v organismu odpovědný za syntézu prostaglandinů a tromboxanů. Nevratnost inhibice je způsobena přenosem acetylové skupiny z molekuly kyseliny acetylsalicylové na koenzym; jiná nesteroidní antiflogistika tento druh enzymů inhibují reverzibilně (vratně). Za objev mechanismu účinku aspirinu dostal Vane v roce 1982 Nobelovu cenu a byl povýšen do šlechtického stavu.[zdroj?]
Prostaglandiny jsou látky působící jako tkáňové hormony, klíčové při průběhu zánětu i při vnímání bolesti (přenosu nervových vzruchů do mozku). Protože kyselina acetylsalicylová blokuje jejich tvorbu, potlačuje i projevy zánětlivých reakcí a horečku. Neléčí příčinu onemocnění, ale potlačuje přirozenou reakci organismu.
Tromboxany jsou látky tvořené v krevních destičkách, při uvolnění způsobují vazokonstrikci (zúžení cév) a shlukování krevních destiček, čímž se podílejí na srážení krve. Kyselina acetylsalicylová blokuje především tvorbu tromboxanu A2, čímž se vysvětluje její schopnost fungovat jako prostředek proti srážlivosti krve. Dochází také k blokování syntézy protrombinu, což dále přispívá ke snížení srážlivosti krve.
Jsou známy dva typy cyklooxygenázy, označované COX 1 a COX 2. První typ (COX 1), tzv. konstituční forma enzymu, je mj. zodpovědná za ochranu sliznice v trávicím traktu. Proto její potlačení může vyvolávat nežádoucí účinky kyseliny acetylsalicylové zejména v žaludku, např. přispívat k rozvoji žaludečních vředů. Dále se COX 1 podílí na funkci trombocytů a činnosti ledvin, je také součástí regulačních mechanismů krevního oběhu aj. Druhý typ, COX 2, je indukovaný enzym, vytvářející se v lokálních zánětlivých ložiscích. Vzhledem k tomu, že reguluje především tvorbu prostaglandinů, které mj. snižují hladinu steroidů a triacylglycerolů, vysoké dávky kyseliny acetylsalicylové při dlouhodobém podávání naopak přispívají ke zvyšování rizika výskytu infarktu myokardu.[zdroj?]

## Historie
Už v 5. století př. n. l. si řecký lékař Hippokratés povšiml, že odvar z kůry vrby bílé (Salix alba) tiší bolest a snižuje horečku. Použití vrbové kůry jako léku je zmíněno i ve starých sumerských a egyptských textech. Stejně tak používali kůru vrby k léčbě horečky a zimnice indiáni v Severní Americe a staří Keltové a Germáni v Evropě.
Léčivé účinky vrbové kůry byly na dlouhou dobu zapomenuty. Teprve v roce 1763 byly znovuobjeveny anglickým reverendem Edwardem Stoneem, který svůj výzkum dokazující schopnost vrbové kůry snižovat horečku předložil Královské lékařské společnosti.
První pokusy o izolaci účinné látky uskutečnili dva italští chemici Brugnatelli a Fontana v roce 1826. Teprve v roce 1828 extrahoval německý farmakolog Johann Buchner z vrbové kůry žlutě zbarvenou látku, kterou nazval salicin, podle latinského rodového jména pro vrbu – Salix. O rok později, 1829 se francouzskému farmaceutovi Henrimu Lerouxovi podařilo získat glykosid salicin (2-(hydroxymethyl)fenyl-β-D-glukopyranosid) v čisté krystalické formě. V roce 1838 pak italský chemik Raffaele Piria, působící na Sorbonně v Paříži, připravil skutečnou účinnou látku, kyselinu salicylovou, která je oxidačním produktem aglykonu (salicylaldehydu) přírodního glykosidu salicinu. Salicylaldehyd se při podávání odvaru z vrbové kůry uvolňoval hydrolýzou glykosidu působením kyseliny chlorovodíkové v lidském žaludku a oxidací se postupně z části přeměňoval na kyselinu salicylovou.
Salicin, který se získával také z květů tužebníku, měl však vedlejší účinky: byl velmi hořký, dráždil žaludek a způsoboval průjmy, někdy dokonce smrt. Ani přeměna kyseliny salicylové na kyselinu acetylsalicylovou, kterou ze salicylanu sodného a acetylchloridu připravil v roce 1853 francouzský chemik Charles Frederic Gerhardt pracující ve Štrasburku, nevedla k podstatnému zlepšení vlastností tohoto léku, protože výchozí látka připravená z rostlinného materiálu nebyla příliš čistá. Jeho objev upadl v zapomnění.
Další cestu otevřel teprve v roce 1859 objev levné výroby kyseliny salicylové z fenolu, který učinil německý chemik Hermann Kolbe. Od té doby začala být kyselina salicylová, přestože podobně jako salicin vzhledem k značné kyselosti dráždila trávicí trakt, široce používána jako protirevmatický a protihorečnatý lék. Až v roce 1897 Felix Hoffmann, další německý chemik, který pracoval pro německou firmu Bayer, vyrobil znovu derivát kyseliny salicylové esterifikací fenolické hydroxyskupiny. Jím připravená, tentokrát čistá kyselina acetylsalicylová měla mnohem méně vedlejších účinků. Hoffmannův nadřízený, židovský chemik Arthur Eichengrün v roce 1949 prohlásil, že Hoffman pouze postupoval podle jeho pokynů a že autorství mu nebylo přiznáno kvůli pozdějšímu vzestupu nacistického režimu. Tato verze byla v roce 2000 potvrzena na základě studia laboratorních záznamů. Kyselina acetylsalicylová se tak stala první syntetickou účinnou látkou léků.
Dne 6. března 1899 byla patentována pod obchodním jménem Aspirin.